# Anne Ferguson-Smith
Anne Carla Ferguson-Smith (née le 23 juillet 1961) est une généticienne du développement des mammifères. Elle est titulaire de la chaire Arthur Balfour de génétique, chef du département de génétique de l'Université de Cambridge et membre du Darwin College de Cambridge,,.
Ferguson-Smith est une autorité en matière d'empreinte génomique et de contrôle épigénétique de la fonction du génome dans la santé et la maladie, et est reconnue pour ses travaux sur les effets de l'origine parentale et les mécanismes épigénétiques. Ses travaux ont mis au jour des processus épigénétiquement régulés au cours du développement et au cours de la vie, et identifié des mécanismes clés in vivo impliqués dans le maintien des états épigénétiques. Elle explore également la communication entre l'environnement et le génome avec des implications pour la santé, la maladie et l'hérédité.

## Éducation
Ferguson-Smith est née le 23 juillet 1961 à Baltimore, Maryland, États-Unis et est la fille du généticien Malcolm Ferguson-Smith. Elle fait ses études à l'Université de Glasgow  où elle obtient un baccalauréat ès sciences en biologie moléculaire. Elle part au département de biologie de l'Université Yale pour entreprendre un doctorat sur l'identification des gènes Hox humains et la caractérisation des grappes Hox de mammifères, sous la direction de Frank Ruddle.

## Carrière et recherche
Ferguson-Smith mène des recherches postdoctorales avec Azim Surani à l'Université de Cambridge de 1989 à 1994, où elle lance des études moléculaires sur l'empreinte génomique - le processus provoquant l'expression des gènes en fonction de leur origine parentale. L'équipe identifie l'un des premiers gènes endogènes à empreinte et montre que le processus est épigénétiquement régulé par la méthylation de l'ADN,.
Ses recherches ultérieures au Département de développement physiologique et de neurosciences  (anciennement anatomie) de l'Université de Cambridge identifient les fonctions et les mécanismes de régulation de l'empreinte génomique et contribuent à sa création en tant que modèle pour comprendre le contrôle épigénétique des mammifères. Ces travaux aboutissent à la caractérisation de voies importantes dans le développement et la croissance des mammifères, dans la régulation du métabolisme et dans le contrôle de la neurogenèse adulte,.
En 2013, elle est nommée professeur et cheffe du département de génétique  à l'Université de Cambridge et devient le septième professeur Arthur Balfour de génétique en 2015. Ses recherches continuent de forger des liens entre la séquence d'ADN, les modifications épigénétiques et la régulation des gènes, leur impact sur le phénotype et les mécanismes et les implications de l'hérédité épigénétique.
Ferguson-Smith est élue membre de l'Académie des sciences médicales (FMedSci) en 2002 devient membre de l'EMBO en 2006  et est élue membre de la Royal Society (FRS) en 2017 . Elle a remporté le Prix Suffrage Science en 2014.